# Litauischsprachige Wikipedia
Die litauischsprachige Wikipedia (lit. Lietuviškoji Vikipedija) ist die Wikipedia-Ausgabe in litauischer Sprache. Sie hat fast 174.000 Artikel (September 2015) und ist die größte der Wikipedia-Sprachversionen für baltische Sprachen.

## Geschichte und Statistik
Die litauischsprachige Wikipedia begann Anfang 2003. Am 20. Februar 2003 wurde der erste Artikel „kompiuteris“ erstellt. Von 2004 bis 2005 stieg die Mitarbeiterzahl sprunghaft an, damals gab es einige hundert Artikel. Die Tausendermarke bei den Artikeln wurde im Oktober 2004 erreicht, die Zehntausendermarke im Dezember 2005 und die Hunderttausendermarke Januar 2010.
Seit April 2012 hat die litauischsprachige Wikipedia über 150.000 Artikel. Im September 2015 betrug die Zahl der Artikel rd. 174.000 und im September 2024 rd. 218 900 (die 200 000-Artikel-Marke wurde am 13. Juni 2020 überschritten).

## Community
Die Benutzer (lit. Naudotojas) stammen überwiegend aus Litauen; die meisten sprechen Litauisch als Muttersprache. Es gibt 24 Admins und davon 4 crats. Monatlich gibt es 455 aktive Benutzer (mit mindestens einem Edit). Es gibt nur 4 aktive Admins (mit mindestens zehn Admin-Handlungen in den letzten drei Monaten), darunter 1 crat.
Täglich gibt es etwa 500 Edits.
Im Real Life fanden unter den Mitgliedern der litauischsprachigen Wikipedia-Community bisher keine offiziellen Treffen, Stammtische oder andere Veranstaltungen statt. Wikipedia-Gründer Jimmy Wales besuchte Litauen 2005 und 2012. Das letzte Mal hielt er einen Vortrag an der Konferenz „Login 2012“ in Vilnius.
Betreiber der litauischsprachigen Wikipedia und aller anderen Sprachversionen der freien Internet-Enzyklopädie ist die Wikimedia Foundation in San Francisco, USA.

## Inhalte
Wie bei allen anderen Wikipedia-Ausgaben auch hängen die Inhalte in erster Linie von Beiträgen der Benutzer ab. Neben Themen, die traditionell mit der baltischen und litauischen Sprache und Kultur verbunden sind, wie das Baltikum und Vilnius, gibt es z. B. auch Artikel zu lebenden Personen (ca. 10.000 Artikel, unter anderem Sabonis, Landsbergis) oder landeskundlichen Themen.
Es gibt nur 14 exzellente Artikel:
Amazonien,
Apachen,
Pilze,
Meeresvogel,
Kazys Grinius,
Tadas-Ivanauskas-Zoomuseum Kaunas,
Kėdainiai,
Louvre,
Roger Federer,
Ronald Reagan,
Senasis Daugėliškis,
Venus,
Bundespräsident Deutschlands,
Fußball-Weltmeisterschaft 2006.
Daneben gibt es 92 lesenswerte Artikel (davon Deutschland, Frankreich, Japan, Bezirk Kaunas, Jonava, Šilutė, Memel, Nevėžis u. a.).
35.000 Artikel sind lückenhaft, davon 17.000 über litauische Orte. 6000 Artikel sind Begriffsklärungen. Monatlich werden ca. 500 neue Artikel erstellt.